# アップストリーム (コンピュータ)
アップストリーム (英: upstream)とはダウンストリームの対義語で、ルーターやスイッチ、通信事業者の方へ向かうものを指す。コンピュータネットワークでは、上流サーバー、アップストリームサーバーは別のサーバーにサービスを提供するサーバーを指す。つまり、アップストリームサーバーは、サーバーの階層の上位にあるサーバーである。階層の最上位のサーバーは、オリジンサーバーと呼ばれる。逆の用語であるダウンストリームサーバーはめったに使用されない。
これらの用語は、要求と応答が反対方向になされる文脈でのみ使用される。パケットは双方向に転送できるため、階層型ルーティングまたは階層型ネットワークトポロジについて説明する場合は使用しない。
例えば、ドメインネームシステムの場合、会社の中のローカル・エリア・ネットワークの中のネームサーバは、自分で名前解決をせずにインターネットサービスプロバイダ (ISP)のネームサーバにリクエストを転送する。そのため、ISPネームサーバはローカルサーバのアップストリームにあるということができる。また、ISPのサーバはドメインの権限オリジンサーバからドメイン名の解決を受けるため、権威サーバはISPのサーバーのアップストリームである。ここで、リゾルバーの階層は、実際のドメイン名の階層とは無関係であることに注意したい。